# Hotelul Bejan
Hotelul Bejan este o construcție istorică care a existat în Iași în zona Râpa Galbenă. Hotelul a fost contruit în 1897 de inginerul Grigore Bejan pe un teren al cărui proprietar era, teren situat pe strada Elisabeta nr. 8.
Hotelul era situat la poalele dealului Copou, fiind amplasat într-o zonă favorabilă călătorilor: aproape de gară, pe drumul spre Copou sau centrul orașului (Piața Unirii). Clădirea, cu parter, terasă acoperită, două etaje și mansardă și cu arhitectură modernă, era orientată cu fațada principală către sud, având o frumoasă priveliște către esplanada Elisabeta, finalizată în anul 1900, Gara Iași și parcul care se găsea în partea dreaptă a bulevardului Ferdinand, bulevard ce unea Râpa Galbenă cu Piața Gării. Terenul pe care era situat hotelul ar corespunde astăzi zonei situat în dreptul aripii stângi a esplanadei, parțial ocupat de căminul Akademos al Universității din Iași.
În perioada interbelică, camerele de la mansarda hotelului deveniseră un loc recunoscut al prostituției ieșene. Hotelul a funcționat până la cutremurul din noiembrie 1940 când, datorită importantelor avarii suferite, a fost demolat.
Grigore Bejan a fost unul din liderii locali ai naționalismului de dreapta, apropiat al Profesorului A.C. Cuza. Numeroase întruniri ale studenților ieșeni membri ai Asociației Studenților Creștini s-au desfășurat în sala Hotelului Bejan, acesta fiind un timp „sediul neoficial” al organizației. Ulterior, în 1924, Grigore Bejan cedează asociației un teren situat în apropiere pe care aceștia vor construi Căminul Cultural Creștin.
| | |
| Priveliștea ce putea fi văzută din camerele Hotelului Bejan. În primul plan se observă scările Esplanadei Elisabeta, strada Elisabeta (ce vine dintre mahalaua Păcurari, din dreapta imaginii) și strada Ferdinand ce duce către Gara Iași care se vede în fundal. | Vederea actuală de pe locul aproximativ în care se găsea Hotelul Bejan. În prim plan se găsește ansamblul urbanistic „Pavilioanele CFR” care a înlocuit parcul situat în partea dreaptă a străzii Ferdinand. |